# Administrativní dělení Nikaraguy

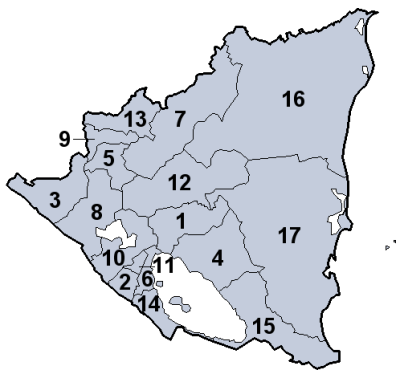
Departementy Nikaraguy

Nikaragua je unitární stát, který se skládá z 15 departementů a 2 autonomních regionů. Těchto 17 územních celků se dál dělí na 153 obcí „municipios“.

## Přehled území
|    | Departement nebo region                  | Hlavní město   | Počet obyvatel (2017) | Rozloha (km²) | Hustota zalidnění (obyv./km²) | Počet obcí |
| -- | ---------------------------------------- | -------------- | --------------------- | ------------- | ----------------------------- | ---------- |
| 1  | Boaco                                    | Boaco          | 181 165               | 4 176.68      | 43                            | 6          |
| 2  | Carazo                                   | Jinotepe       | 193 331               | 1 081.4       | 179                           | 8          |
| 3  | Chinandega                               | Chinandega     | 433 773               | 4 822.42      | 90                            | 13         |
| 4  | Chontales                                | Juigalpa       | 187 873               | 6 481.27      | 29                            | 10         |
| 5  | Estelí                                   | Estelí         | 226 524               | 2 229.6       | 102                           | 6          |
| 6  | Granada                                  | Granada        | 209 343               | 1 039.68      | 201                           | 4          |
| 7  | Jinotega                                 | Jinotega       | 452 973               | 9 222.4       | 49                            | 8          |
| 8  | León                                     | León           | 415 010               | 5 138.0       | 81                            | 10         |
| 9  | Madriz                                   | Somoto         | 168 329               | 1 708.2       | 99                            | 9          |
| 10 | Managua                                  | Managua        | 1 509 123             | 3 465.1       | 436                           | 9          |
| 11 | Masaya                                   | Masaya         | 375 083               | 610.78        | 614                           | 9          |
| 12 | Matagalpa                                | Matagalpa      | 574 058               | 6 803.8       | 84                            | 13         |
| 13 | Nueva Segovia                            | Ocotal         | 260 631               | 3 491.2       | 75                            | 12         |
| 14 | Rivas                                    | Rivas          | 179 681               | 2 161.8       | 87                            | 10         |
| 15 | Río San Juan                             | San Carlos     | 130 416               | 7 540.9       | 17                            | 6          |
| 16 | Región Autónoma de la Costa Caribe Norte | Puerto Cabezas | 500 114               | 33 105.9      | 15                            | 8          |
| 17 | Región Autónoma de la Costa Caribe Sur   | Bluefields     | 396 397               | 27 260.0      | 15                            | 12         |
|    | Nikaragua                                |                | 6 393 824             | 120 339.5     | 53                            | 152        |